# Jelle Van Damme
Jelle François Maria Van Damme (* 10. Oktober 1983 in Lokeren, Ostflandern) ist ein ehemaliger belgischer Fußballspieler.
Nach einem kurzen Intermezzo bei den Wolverhampton Wanderers, wechselte Van Damme in der Winterpause 2010/11 zurück in seine belgische Heimat zu Standard Lüttich. Zuvor war er zwischen 2004 und 2005 bereits in England für den FC Southampton aktiv. Von dort wurde er in der Saison 2005/06 zum Bundesligisten Werder Bremen ausgeliehen. Zwischen 2006 und 2010 verbrachte Van Damme vier Jahre beim RSC Anderlecht.
Im Januar 2016 wurde bekannt, dass sich Van Damme der LA Galaxy aus der Major League Soccer anschloss.
Gegen eine Ablösesumme von 235.000 US-Dollar wechselte er zu Beginn der Saison 2017/18 zu Royal Antwerpen. Er unterschrieb dort einen Vertrag für zwei Jahre. Nach Ablauf dieser Zeit wurde der Vertrag nicht verlängert. Am 3. Juli 2019 unterschrieb Van Damme einen Vertrag für ein Jahr mit der Option der Verlängerung um ein  weiteres Jahr beim belgischen Zweitdivisionär Sporting Lokeren. Infolge Insolvenz des Vereins erlosch der Vertrag Mitte April 2020. Er beendete seine Karriere als Fußballer Mitte Februar 2021.
Am 29. März 2003 debütierte er beim EM-Qualifikationsspiel gegen Kroatien in der belgischen Nationalmannschaft und wurde 2004 mit Ajax Amsterdam niederländischer Meister.
Seit Mai 2008 ist er mit der belgischen ehemaligen Tennisspielerin Elke Clijsters verheiratet. Im Oktober 2009 wurden sie Eltern eines Sohnes mit dem Namen Cruz Leo.

## Erfolge
- Niederländischer Meister: 2003/04
- Belgischer Meister: 2006/07, 2009/10
- Belgischer Pokalsieger: 2006, 2007